# Andreas Wenderoth
Andreas Wenderoth (* 1965 in Berlin) ist ein deutscher Journalist und Autor.
Wenderoth ist der Sohn von Horst und Viola Wenderoth. Nach einem Politologie- und Geographie-Studium und einem Volontariat bei der Berliner Zeitung arbeitete er seit 1995 als freier Autor, u. a. für Geo, Brigitte, das SZ-Magazin und Merian. 2016 schilderte er die Demenzerkrankung seines Vaters im Buch Ein halber Held. Mein Vater und das Vergessen.
1996 wurde er für seine Arbeit mit dem Theodor-Wolff-Preis ausgezeichnet, 2021 mit dem Herbert-Riehl-Heyse-Preis.

## Schriften
- Nur weil ich Hypochonder bin, heißt das ja nicht, dass ich nichts habe: Eine Anamnese. Fischer, Frankfurt 2017, ISBN 978-3-596-29618-7.
- Ein halber Held. Mein Vater und das Vergessen. Blessing, München 2016, ISBN 978-3-89667-558-3.
- Nicht jeder Puff hat Pfeffer und Salz. Berliner Szenen. Picus-Verlag, Wien 2001, ISBN 978-3-85452-745-9.
- Mit Ach und Krach nach Wladiwostok. Transsibirische Reise. Picus-Verlag, Wien 1999, ISBN 978-3-85452-724-4.